# Jo Grimond
Joseph Grimond, Barón Grimond ( /'ɡrɪmənd/; Saint Andrews, 29 de julio de 1913-Kirkwall, 24 de octubre de 1993) fue un político británico, líder del Partido Liberal durante once años, de 1956 a 1967, y nuevamente brevemente de manera interina en 1976.
Grimond fue un partidario a largo plazo del home rule (autogobierno) escocés y, durante su liderazgo, abogó con éxito por que el Partido Liberal apoyara la abolición del arsenal nuclear británico.

## Biografía

### Primeros años de vida
Grimond nació en Saint Andrews, Fife, hijo del fabricante de yute Joseph Bowman Grimond y Helen Lydia, de soltera Richardson. Estudió en el Eton College y el Balliol College de Oxford. Asistió a la escuela y a la universidad con, entre otros, el comentarista de cricket Brian Johnston y el dramaturgo William Douglas-Home. Recibió una licenciatura con honores de primera clase en Política, Filosofía y Economía. Más tarde se convirtió en barrister, siendo admitido en el colegio de abogados como miembro de Middle Temple.

### Miembro del Parlamento
Después de servir como mayor en la Segunda Guerra Mundial, fue seleccionado por el Partido Liberal para competir en Orkney y Shetland, la circunscripción más septentrional del Reino Unido. Estuvo a punto de obtener el escaño en 1945, pero entró en el Parlamento en las elecciones generales de 1950 para el distrito electoral. Los liberales y sus sucesores, los liberaldemócratas, han conservado el escaño hasta el día de hoy.
Grimond continuó representando al distrito hasta que se retiró de la política en 1983, y obtuvo regularmente más del 60% de los votos emitidos en los archipiélagos del norte de Escocia.

#### Líder del Partido Liberal
El partido Grimond heredó de su anterior líder, Clement Davies, había obtenido apenas el 2,5% de los votos en las elecciones generales de 1955, pero incluso esa cifra representó una modesta recuperación en la suerte del Partido Liberal en comparación con 1951. Este progreso aumentó bajo el liderazgo de Grimond, quien demostró ser un hombre de considerable encanto personal e inteligencia, con importantes dotes como orador público y como autor. Ampliamente respetado y confiable, se aseguró de que cuando dejó el liderazgo en 1967, los liberales se hubieran convertido nuevamente en una fuerza política notable.
Fue durante su mandato que tuvo lugar el primer resurgimiento liberal de la posguerra: bajo el liderazgo de Grimond, los liberales duplicaron su número de escaños y ganaron elecciones parciales históricas en Torrington en 1958 (la primera victoria del Partido Liberal en elecciones parciales en 29 años), Orpington en 1962, y Roxburgh, Selkirk y Peebles en 1965.
En 1961-2, los liberales casi lograron arrebatarle a los conservadores Blackpool North, West Derbyshire y Chippenham, y a los laboristas Paisley y Leicester North East. El liderazgo dinámico y basado en principios de Grimond resultó atractivo para muchos jóvenes aspirantes a políticos, incluidos John Pardoe y tres futuros líderes del partido, David Steel, Paddy Ashdown y Sir Menzies Campbell.
En 1967, tras haber liderado el partido en tres elecciones generales, dejó paso a un líder más joven, el carismático Jeremy Thorpe. En 1976, cuando Thorpe se vio obligado a dimitir debido a un escándalo, Grimond asumió como líder interino hasta la elección de un sustituto, David Steel.
Entre otros cargos, Grimond fue abogado y editor en la década de 1930, mayor del ejército durante laSegunda Guerra Mundial, secretario del National Trust for Scotland de 1947 a 1949, y ocupó los rectorados de la Universidad de Edimburgo y la Universidad de Aberdeen y el canciller de la Universidad de Kent en Canterbury (elegido en 1970). Entre sus numerosos libros se incluyen The Liberal Future (1959, a quien se le atribuye la revitalización del liberalismo radical como ideología moderna coherente), The Liberal Challenge (1963) y Memoirs (1979).
Fue protagonista de This Is Your Life en 1983 cuando fue sorprendido por Eamonn Andrews.

### Jubilación y muerte
Al dejar la Cámara de los Comunes, fue creado par vitalicio como barón Grimond, de Firth en el condado de Orkney el 12 de octubre de 1983. Permaneció fiel a su antigua circunscripción parlamentaria y fue enterrado en Finstown, en Orkney. 

## Matrimonio e hijos
En 1938, Grimond se casó con la política liberal Laura Bonham Carter (1918-1994). Su esposa era nieta del ex primer ministro liberal H. H. Asquith, e hija de la influyente política liberal y noble Violet Asquith (1887-1969) y su esposo político y funcionario público, Maurice Bonham Carter. Laura Grimond también era hermana de otro par vitalicio, Mark Bonham Carter (1922-1994), quien ganó las elecciones parciales de 1958 en Torrington. La pareja tuvo cuatro hijos:
- (Joseph) Andrew Grimond (26 de marzo de 1939 – 23 de marzo de 1966),[6] subeditor de The Scotsman, que vivió en Edimburgo hasta su suicidio a la edad de 26 años.
- Grizelda «Gelda» (Jane) Grimond (1942–2017), que tuvo una hija, Katherine (nacida en 1973), con el director de cine y teatro Tony Richardson. Su hija, Katherine, está casada con Steven Hess y, a 2017, tuvo tres hijos.
- John (Jasper) Grimond (nacido en octubre de 1946), exeditor extranjero de The Economist como Johnny Grimond, ahora escritor general para la publicación, quien en 1973 se casó con Kate Fleming (nacida en 1946), hija mayor del escritor Peter Fleming y la actriz Celia Johnson, y la pareja tiene tres hijos juntos. Es el autor principal de The Economist Style Guide.[7]
- (Thomas) Magnus Grimond (nacido el 13 de junio de 1959),[8] periodista y corresponsal financiero, casado con la autora de viajes Laura Grimond (de soltera Raison), y tiene cuatro hijos.

## Escritos
- The Liberal Future (Faber and Faber, Londres, 1959)
- The Liberal Challenge (Hollis y Carter, Londres, 1963)
- The Referendum (Rex Collings, Londres, 1975, con Brian Nevel)
- The Common Welfare (Temple Smith, Londres, 1978)
- Memoirs (Heinemann, Londres, 1979)
- A Personal Manifesto (Martin Robertson, Oxford, 1983)
- The St. Andrews of Jo Grimond (Alan Sutton, St. Andrew's, 1992)